# Peter Samt

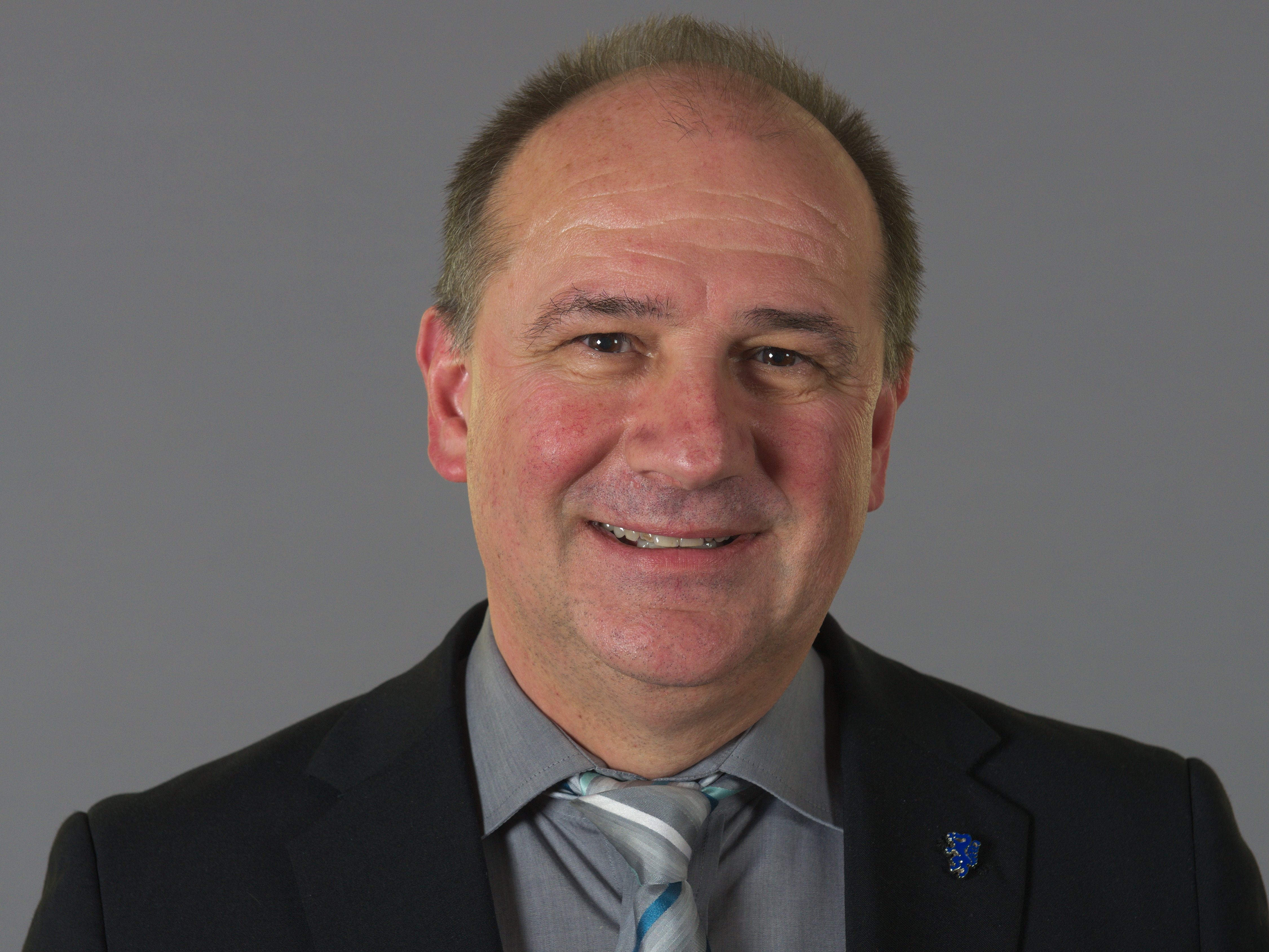
Peter Samt (2017)

Peter Samt (* 14. Juni 1957 in  Graz) ist ein österreichischer Politiker (FPÖ) und selbstständiger Planungstechniker. Samt war von Juni 2015 bis Dezember 2019 aus der Steiermark entsandtes Mitglied des österreichischen Bundesrats. Zuvor war er von November 2010 bis Juni 2015 Abgeordneter zum Landtag Steiermark. Seit dem 18. Dezember 2024 ist er wieder Mitglied des Bundesrates, wo er im zweiten Halbjahr 2025 als  Präsident fungiert.

## Ausbildung und Beruf
Samt besuchte von 1963 bis 1967 die Volksschule in Graz-Liebenau und wechselte danach zum weiteren Schulbesuch von 1967 bis 1972 an die Dr. Renner Hauptschule in Graz. Er erlernte nach dem Abschluss der Pflichtschule zwischen 1972 und 1975 den Beruf des technischen Zeichners und besuchte parallel die Landesberufsschule in Graz. Er leistete 1976 seinen Präsenzdienst beim Artilleriebataillon KAB2 in Gratkorn ab und besuchte danach von 1977 bis 1980 die Höhere technische Bundeslehr- und Versuchsanstalt Graz-Gösting.
Nach seiner Lehre als technischer Zeichner bei der Firma Steyr-Daimler-Puch AG arbeitete Samt von 1976 bis 1981 in seinem Lehrbetrieb als Konstrukteur. Er wurde 1981 Vertriebstechniker bei der Firma Koch/Bosch-Dienst Graz und arbeitete danach von 1985 bis 1988 als Vertriebstechniker und Gesellschafter bei der Firma Berndl GmbH-Wien. 1988 machte er sich als Handelsvertreter für Montage- und Lichttechnik selbständig, 1996 wurde er Geschäftsführer des Ingenieurbüros für Licht- und Elektrotechnik Peter Samt. Samt ist zudem Vortragender und Prüfer im Österreichischen Normeninstitut AS-Plus zum zertifizierten Lichttechniker und gründete 2005 die Akademie für Licht und Akustik in Graz-Eggenberg. Dort hält Samt Seminare, zudem ist er Vortragender bei Gemeinden im Zuge von EU-Projekten.

## Politik und Funktionen
Samt wurde 1995 Gemeinderat der Marktgemeinde Gössendorf und hatte von 1995 bis 2005 das Amt des Ortsparteiobmann der FPÖ Gössendorf inne. Er ist seit 2001 zudem innerparteilich als Mitglied der Bezirksparteileitung der FPÖ Graz Umgebung sowie als Mitglied des Landesparteivorstandes der FPÖ Steiermark aktiv und stieg 2004 zum Bezirksparteiobmann-Stellvertreter der FPÖ Graz Umgebung auf. Er ist des Weiteren seit 2007 Obmann des freiheitlichen Gemeinderäteverbandes und engagiert sich als RFW-Mandatar und Ausschussmitglied der steirischen Wirtschaftskammer im Bundes- und Landesgremium des Elektro-Fachhandels- und Einrichtungsgremium. Samt wurde nach der Landtagswahl 2010 am 9. November 2010 als Abgeordneter zum Landtag Steiermark angelobt, wo er dann Bereichssprecher seiner Fraktion für Umwelt, Verkehr, Petitionen, Gemeinden und Tierschutz war. Im März 2015 wurde er Gemeindevorstand. Im Juni des Jahres schied er nach der Landtagswahl 2015 aus dem Landtag aus, um daraufhin von den neu gewählten Abgeordneten des Landtags als Steirisches Mitglied in den österreichischen Bundesrat entsandt zu werden. Nach der Landtagswahl 2019 schied er mit 16. Dezember 2019 aus dem Bundesrat aus.
Nach der Landtagswahl 2024 wurde er erneut Mitglied des Bundesrates. Mit 1. Juli 2025 übernimmt er als Nachfolger von Andrea Eder-Gitschthaler das Amt des Präsidenten des Bundesrates.

## Auszeichnungen
Im Jahr 2015 erhielt er das Große Ehrenzeichen des Landes Steiermark.

## Privates
Samt lebt in einer Lebensgemeinschaft und ist Vater zweier Söhne (* 1983 bzw. 1988).